# Пей Вей
Пей Вей (кит.: 裴頠) (*267 — †300) — китайський філософ і вчений. Мав прізвисько І-мінь. Був відомий своїми енциклопедичними знаннями. Займав посаду помічника начальника канцелярії. Праці Пей Вея повністю не збереглися. Частково збереглася праця «Чун ю лунь» (崇有論)(«Розмірковування про повагу до буття»), у якій Пей Вей критикував популярне тоді вчення про «небуття» та погляди Ван Бі.

Сима Лунь, прагнучи захопити владу у державі та знищуючи потенційних опонентів, організував змову, у результаті якої Пей Вея було вбито.

## Філософські погляди
Пей Вей вважав, що всі предмети у Всесвіті існують об'єктивно, а їх сутністю може бути лише буття, а не небуття. Це буття — сутність усіх предметів у Всесвіті — Пей Вей називав також «дао». Основою всього існуючого у Всесвіті є дао. Усі предмети на підставі притаманних їм особливостей можуть бути розподілені на різні групи. Всі існуючі тіла мають форму і образ. Зміни предметів та взаємовплив, який вони здійснюють один на одного, складні й заплутані, але вони містять об'єктивну закономірність (вищий принцип). Пей Вей виступав проти поглядів Ван Бі, що «кожне буття народжується у небутті». Пей Вей вважав, що абсолютне небуття не може нічого породити, тому найперше народження предметів є самонародженням.

На думку Пей Вея, Всесвіт є буттям, а небуття лише протиставляється буттю; абсолютне небуття, відірване від буття, не може існувати.

Він виступав проти зосередження влади у руках знаті. Підтримував призначення на державні посади талановитих вихідців з бідних сімей, але, в цілому, вважав, що відмінності у походженні та становищі людей у суспільстві є природними.